# Félix Ofoli Quaye
Félix Ofoli Quaye (Acra, Ghana, 24 de junio de 2000) es un futbolista ghanés que juega en la posición de defensa en las filas del el Club Deportivo Atlético Baleares de la Primera Federación.

## Trayectoria
Ofoli es un defensa central formado en las categorías inferiores del CD Leganés y en la temporada 2019-20 daría el salto desde el Juvenil "A" al CD Leganés B para competir en la Tercera División de España, donde lograría anotar un gol en 27 partidos.
El 5 de octubre de 2020, es cedido a la UD Sanse de la Segunda División B de España, donde disputa 24 partidos en los que anota dos goles.
En la temporada 2021-22, formaría parte del CD Leganés B de la Segunda Federación, donde disputa 31 partidos.
El 2 de agosto de 2022, es cedido al Club de Fútbol Rayo Majadahonda de la Primera Federación.
El 6 de julio de 2023, firma por el Club Deportivo Atlético Baleares de la Primera Federación.

## Clubes
| Club                             | País   | Año             |
| -------------------------------- | ------ | --------------- |
| CD Leganés B                     | España | 2019-2022       |
| UD Sanse (cedido)                | España | 2020-2021       |
| CD Leganés                       | España | 2022-2023       |
| C. F. Rayo Majadahonda (cedido)  | España | 2022-2023       |
| Club Deportivo Atlético Baleares | España | 2023-actualidad |